# Lisa Lyon
Lisa Lyon (* 1. Juni 1953 in Los Angeles, Kalifornien; † 8. September 2023 in Westlake Village, Kalifornien), nach 1987 durch Adoption Lisa Lyon Lilly, war eine US-amerikanische Bodybuilderin. 1979 wurde sie die erste Weltmeisterin der International Federation of Bodybuilding & Fitness (IFBB), bestritt allerdings nach diesem ersten Wettkampf ihres Lebens keine weiteren mehr.

## Leben
Lyon studierte Kunst an der University of California in ihrer Heimatstadt. Parallel trainierte sie in der japanischen Kampfsportart Kendo und begann für diesen Sport mit Gewichtstraining und Bodybuilding. Große Popularität erlangte sie, als sie am 16. Juni 1979 die IFBB Women’s World Pro Bodybuilding Championships gewann und so die erste Bodybuilding-Weltmeisterin der International Federation of Bodybuilding & Fitness (IFBB) wurde. Nach diesem Erfolg in ihrem ersten Wettbewerb trat sie zurück und weigerte sich, im Folgejahr ihren Titel zu verteidigen. Nach ihrer eigenen Aussage betrachtete sie sich nicht als Athletin, sondern als Künstlerin, deren Kunstwerk ihr eigener Körper ist.
Nach ihrem Titelgewinn war sie vor allem durch regelmäßige Auftritte in Zeitschriften der Bodybuilding-Szene, aber auch außerhalb der Sportreportagen in Printmedien und Talkshows präsent. In der Ausgabe 10/1980 des amerikanischen Playboy-Magazins war sie die erste Bodybuilderin, die in einer Fotostory gezeigt wurde. 1981 veröffentlichte sie einen Ratgeber mit dem Titel Lisa Lyon’s Body Magic.
1980 traf sie auf den bekannten amerikanischen Szenefotografen Robert Mapplethorpe. Obwohl er in der Regel kaum ein Modell mehr als für ein paar Aufnahmen nutzte, arbeiteten beide unregelmäßig über zwei Jahre zusammen und Mapplethorpe veröffentlichte 1983 einen Bildband unter dem Titel Lady Lisa Lyon, in dem er die in diesen Jahren entstandenen Porträtarbeiten vorstellte. Lyon posierte für den Fotografen vor allem für Aktaufnahmen, in deren Mittelpunkt ihr Körper steht. Kurze Zeit später posierte sie ebenfalls für Aktbilder bei dem Fotografen Helmut Newton.
Sie wirkte in einigen Filmen als Schauspielerin mit.
1983 spielte sie Mathilde im Film Three Crowns of the Sailor, 1984 verkörperte sie Pilar Jones im Bodybuildingfilm Getting Physical. 1986 hatte sie die Nebenrolle Cimmaron im Low-Budget-Film Vamp, in dem auch Grace Jones mitspielte. Ein Jahr später wurde sie als eine von vier erwachsenen Personen von John Cunningham Lilly adoptiert (die anderen waren Nina Castelluccio, Barbara Clarke und Philip H. Bailey).
Bei der Erschaffung der Marvel-Comics-Figur Elektra nutzte Frank Miller zunächst Lyon als Grundlage für das Erscheinungsbild der Figur.
Am 8. September 2023 erlag sie einem längeren Krebsleiden.

## Werke

### Werke von Lisa Lyon
- Lisa Lyon’s Body Magic. Bantom Books, Toronto, 1981, ISBN 0-553-01296-7.
- Lisa Lyon’s Body-Building Körpertraining für Frauen von der Weltmeisterin im Damen-Bodybuilding (= Heyne-Ratgeber; 4913). Heyne, München, 1983, ISBN 3-453-41547-7.

### Werke mit Lisa Lyon
- 1984 drehte Robert Mapplethorpe einen Kurzfilm über Lisa Lyon mit dem Titel Lady, mit Lisa Rinzler an der Filmkamera.[6]
- Robert Mapplethorpe, Bruce Chatwin: Lady: Lisa Lyon. Viking Press, New York, 1983, ISBN 0-670-43012-9.
- Robert Mapplethorpe: Lady Lisa Lyon. St. Martin’s Pr, New York, 1983, ISBN 0-312-05290-1.
  - Deutsche Ausgabe: Lady Lisa Lyon. Schirmer/Mosel, München, 1983, ISBN 3-88814-113-3.
  - Lady Lisa Lyon (= Heyne allgemeine Reihe; 1/6814). Heyne, München, 1987, ISBN 3-453-02425-7.